# Umjetna inteligencija
Umjetna inteligencija (UI, prevednica iz eng. artificial intelligence, skr. AI) je svaki neživi sustav koji pokazuje sposobnost snalaženja u novim situacijama (inteligenciju). Uobičajeno se to ime pridaje računalima i računalnim sustavima. Izraz se neosnovano primjenjuje i na robote, jer njihov sustav ne mora nužno biti inteligentan. Umjetna opća inteligencija definirana je kao autonoman sustav koji nadilazi ljudske sposobnosti u većini ekonomski vrijednih zadataka.

## Vrste
Ograničena je svaka umjetna inteligencija namijenjena rješavanju problema. Svi dosadašnji oblici umjetne inteligencije pripadaju ovoj skupini jer su ograničeni na rješavanje samo određenih problema i nemaju vlastitu svijest niti razumijevanje.
Čovjek još nije u stanju proizvesti svjesnu umjetnu inteligenciju, koja bi se približila čovjekovoj i svjesno razumijevala i rješavala probleme. Mogućnost izrade svjesne umjetne inteligencije za sada je predmet filozofskih rasprava.

## Polja

### Klasična UI
- sustavi za planiranje
- kombinatorno pretraživanje
- ekspertni sustavi
- sustavi zasnovani na znanju
- neuronske mreže

### Umjetni život i evolucijsko računarstvo
- umjetni život
- raspodijeljena umjetna inteligencija
- genetičko programiranje (genetički algoritmi)
- inteligencija roja

## Područja primjene
Brojna su područja primjene UI-a:
- Tražilice olakšavaju pronalazak informacija dostupnih na Internetu.
- Chatbotovi: ChatGPT, Google Gemini, DeepSeek, Claude, Grok i dr.
- Ekspertski sustavi koriste se umjetnom inteligencijom pri istraživanju naftnih bušotina, kontroli Marsovih robota ili medicinskoj dijagnozi.
- Strojno prevođenje (Google prevoditelj ili DeepL).
- Analiza i predviđanje kretanja cijena dionica
- Prepoznavanje rukopisa na pametnim telefonima i tabletima.
- Prepoznavanje govora omogućuje kontrolu glasa ili diktiranje teksta. Primjeri su Siri, Google Assistant, Cortana i Samsung Bixby ili Amazon Alexa.
- Prepoznavanje lica, npr. aplikacijom FindFace.
- Prepoznavanje slike, npr. B. automatsko označavanje slika na Flickru ili Googleovu Cloud Vision API-ju.
- Računalni programi za šah (najpoznatiji je Deep Blue koji je pobijedio Kasparova 1997. godine)
- Uporaba botova
- Računalna lingvistika
- Ekspertni sustavi
- Inteligentni agenti
- Robotika
- Računalni vid
  - Optičko prepoznavanje znakova (eng. Optical character recognition, OCR) - pretvaranje teksta na slikama u tekstni format
- Računalne igre